# App (formato de arquivo)
App (do inglês application) é a extensão .app significa aplicação em Symbian OS, SkyOS, GNUstep e Mac OS X. Executa funções específicas em computadores ou dispositivos móveis, como smartphones, sendo voltado ao usuário final. É incapaz de ser executado fora de um sistema operacional, sendo desenvolvido na linguagem nativa ou compatível com a do sistema do dispositivo. As linguagens de programação mais utilizadas no desenvolvimento de apps são C++, Java, e Python. ‎
App também é uma forma curta de Application software.